# Stilbaceae
Stilbaceae es una familia de plantas con 7  géneros dentro del orden Lamiales. Naturales de las regiones subtropicales del sur de África en Sudáfrica.
Son plantas xerófitas perennes, hermafroditas con flores solitarias axilares con cáliz tubular.

## Géneros
Relación de géneros según APWeb:
- Anastrabe Bentham
- Bowkeria Harvey
- Brookea Bentham
- Campylostachys Kunth = ?Stilbe Bergius
- Charadrophila Marloth
- Eurylobium Hochst. = Stilbe Bergius
- Euthystachys A.DC. = ?Stilbe Bergius
- Ixianthes Bentham
- Halleria L.
- Kogelbergia Rourke = ?Stilbe Bergius
- Lachnopylis Hochst. = Nuxia Lamarck
- Nuxia Lamarck
- Retzia Thunberg = Stilbe Bergius
- Stilbe Bergius
- Thesmophora Rourke
- Xeroplana Briq. = Stilbe Bergius

## Sinonimia
- Retziaceae